# David van der Colff
David van der Colff, född 29 april 1997, är en botswansk simmare.
van der Colff tävlade för Botswana vid olympiska sommarspelen 2016 i Rio de Janeiro, där han blev utslagen i försöksheatet på 100 meter ryggsim.